# Anthony Mackie
Anthony Dwane Mackie (New Orleans, 23 september 1978) is een Amerikaans acteur. Na een aantal theaterrollen speelde hij in 2002 in Eminems debuutfilm 8 Mile als Papa Doc. Hij werd genomineerd voor Beste Mannelijke Bijrol op de 2009 Film Independent Spirit Awards voor zijn rol in The Hurt Locker. Dit was Mackies tweede ISA-benoeming, de eerste was voor zijn werk in 2004 in Brother to Brother, waar hij werd genomineerd voor Beste Acteur.